# Ulrich Klose
Ulrich „Uli“ Klose (* 1957 in Bielefeld) ist ein deutscher ehemaliger Journalist, Reporter und Studioleiter der Fernsehsender RTL und n-tv in Essen. Zuvor war er jahrelanger Studioleiter von RTL in London.

## Leben
Klose ist seit 1988 als Reporter für RTL tätig. Später berichtete er auch für den Nachrichtensender n-tv. Er machte sich als Krisenreporter einen Namen und berichtete live vor Ort von verschiedenen Ereignissen. Bekanntheit erlangte er, als er im Irakkrieg Soldaten der US-Army bei ihren Einsätzen begleitete. Seine dortigen gesammelten negativen Erfahrungen konnte er durch Gespräche mit seiner Lebensgefährtin verarbeiten. Er war außerdem Korrespondent in Israel.
Ab 2012 übernahm Klose die Leitung des Standortes Essen der RTL Deutschland GmbH.
Am 31. März 2025 wurde in der Sendung RTL Aktuell sein letzter Beitrag ausgestrahlt; die Moderatoren kündigten dabei seinen Eintritt in den Ruhestand an.

## Kontroverses
Kloses Berichterstattung über die Amokfahrt in Münster wurde von Christoph Sterz für den Deutschlandfunk wegen der „diffamierenden“ Verwendung des „rassistischen Begriff[s] ‚Passdeutscher‘, mit dem Deutsche mit Migrationshintergrund gemeint sind“, kritisiert. Als solchen bezeichnete Klose den Tatverdächtigen, nachdem dessen persönliche Daten bekannt worden waren. Rainer Wendt, Bundesvorsitzender der Deutschen Polizeigewerkschaft, beteiligte sich ebenfalls an den Spekulationen und äußerte im Rahmen der Live-Berichterstattung der Welt, dass „in Deutschland ein Terroranschlag mit ganz alltäglichen Gegenständen möglich sei“. Einen Tag später verkündete der Sender n-tv auf Twitter eine für ihn starke Einschaltquote von 3,5 %.
In der Vergangenheit waren Reportagen von Klose Gegenstand deutscher Comedy-Sendungen wie Kalkofes Mattscheibe mit Oliver Kalkofe, als dieser Kloses Berichterstattung zum Gesundheitszustand des Papstes Johannes Paul II. und sein Gespräch mit der Moderatorin von RTL aktuell parodierte. Der Komiker bezeichnete den Sketch in einem Interview mit der Lausitzer Rundschau 2006 als seinen Favoriten.

## Trivia
Klose ist Anhänger der Fußballmannschaft von Arminia Bielefeld.